# NBA Playoffs 2015
Gli NBA Playoffs 2015 hanno avuto inizio il 18 aprile 2015, e si sono conclusi il 17 giugno con la vittoria in 6 partite dei Golden State Warriors, che vincono il loro 4º titolo, dopo 40 anni dall'ultimo. Andre Iguodala ha vinto il premio di MVP delle Finali.

## Formato
Il formato è identico all'edizione precedente.
- Sono qualificate 16 squadre, 8 per ciascuna delle due Conference: Eastern Conference e Western Conference. Per ogni Conference accedono automaticamente ai playoff le squadre vincitrici di ciascuna delle 3 Division, più la migliore seconda; le altre 4 squadre sono quelle meglio classificate nella Conference.
- Tutti gli incontri si giocano al meglio delle 7 partite (2-2-1-1-1); la squadra meglio classificata in stagione regolare giocherà in casa: gara-1, gara-2, gara-5 e gara-7.
- La finale si gioca al meglio delle 7 partite (2-2-1-1-1): la squadra meglio classificata gioca in casa gara-1, gara-2, gara-5 e gara-7.

## Squadre qualificate

### Eastern Conference
- Atlanta Hawks
- Cleveland Cavaliers
- Chicago Bulls
- Toronto Raptors
- Wash. Wizards
- Milwaukee Bucks
- Boston Celtics
- Brooklyn Nets

### Western Conference
- G.S. Warriors
- Houston Rockets
- L.A. Clippers
- Portland T. Blazers
- Memphis Grizzlies
- San Antonio Spurs
- Dallas Mavericks
- N.O. Pelicans

## Tabellone
|  | Primo turno | Primo turno       | Primo turno           |                    |                       | Semifinali di conference | Semifinali di conference | Semifinali di conference |  |   | Finali di conference | Finali di conference | Finali di conference |  |    | Finale NBA      | Finale NBA | Finale NBA |
|  |             |                   |                       |                    |                       |                          |                          |                          |  |   |                      |                      |                      |  |    |                 |            |            |
|  | 1           | G.S. Warriors *   | 4                     |                    |                       |                          |                          |                          |  |   |                      |                      |                      |  |    |                 |            |            |
|  | 8           | N.O. Pelicans     | 0                     |                    |                       |                          |                          |                          |  |   |                      |                      |                      |  |    |                 |            |            |
|  | 8           | N.O. Pelicans     | 0                     |                    | 1                     | G.S. Warriors *          | 4                        |                          |  |   |                      |                      |                      |  |    |                 |            |            |
|  |             |                   |                       |                    | 1                     | G.S. Warriors *          | 4                        |                          |  |   |                      |                      |                      |  |    |                 |            |            |
|  |             | 5                 | Memphis Grizzlies     | 2                  |                       |                          |                          |                          |  |   |                      |                      |                      |  |    |                 |            |            |
|  | 4           | 5                 | Memphis Grizzlies     | 2                  | Portland T. Blazers * | 1                        |                          |                          |  |   |                      |                      |                      |  |    |                 |            |            |
|  | 4           |                   |                       |                    | Portland T. Blazers * | 1                        |                          |                          |  |   |                      |                      |                      |  |    |                 |            |            |
|  | 5           | Memphis Grizzlies | 4                     |                    |                       |                          |                          |                          |  |   |                      |                      |                      |  |    |                 |            |            |
|  | 5           | Memphis Grizzlies | 4                     |                    |                       |                          |                          |                          |  | 1 | G.S. Warriors *      | 4                    |                      |  |    |                 |            |            |
|  |             |                   |                       | Western Conference |                       |                          |                          |                          |  | 1 | G.S. Warriors *      | 4                    |                      |  |    |                 |            |            |
|  |             | 2                 | Houston Rockets *     | 1                  |                       |                          |                          |                          |  |   |                      |                      |                      |  |    |                 |            |            |
|  | 3           | 2                 | Houston Rockets *     | 1                  | L.A. Clippers         | 4                        |                          |                          |  |   |                      |                      |                      |  |    |                 |            |            |
|  | 3           |                   |                       |                    | L.A. Clippers         | 4                        |                          |                          |  |   |                      |                      |                      |  |    |                 |            |            |
|  | 6           | San Antonio Spurs | 3                     |                    |                       |                          |                          |                          |  |   |                      |                      |                      |  |    |                 |            |            |
|  | 6           | San Antonio Spurs | 3                     |                    | 3                     | L.A. Clippers            | 3                        |                          |  |   |                      |                      |                      |  |    |                 |            |            |
|  |             |                   |                       |                    | 3                     | L.A. Clippers            | 3                        |                          |  |   |                      |                      |                      |  |    |                 |            |            |
|  |             | 2                 | Houston Rockets *     | 4                  |                       |                          |                          |                          |  |   |                      |                      |                      |  |    |                 |            |            |
|  | 2           | 2                 | Houston Rockets *     | 4                  | Houston Rockets *     | 4                        |                          |                          |  |   |                      |                      |                      |  |    |                 |            |            |
|  | 2           |                   |                       |                    | Houston Rockets *     | 4                        |                          |                          |  |   |                      |                      |                      |  |    |                 |            |            |
|  | 7           | Dallas Mavericks  | 1                     |                    |                       |                          |                          |                          |  |   |                      |                      |                      |  |    |                 |            |            |
|  | 7           | Dallas Mavericks  | 1                     |                    |                       |                          |                          |                          |  |   |                      |                      |                      |  | W1 | G.S. Warriors * | 4          |            |
|  |             |                   |                       |                    |                       |                          |                          |                          |  |   |                      |                      |                      |  | W1 | G.S. Warriors * | 4          |            |
|  |             | E2                | Cleveland Cavaliers * | 2                  |                       |                          |                          |                          |  |   |                      |                      |                      |  |    |                 |            |            |
|  | 1           | E2                | Cleveland Cavaliers * | 2                  | Atlanta Hawks *       | 4                        |                          |                          |  |   |                      |                      |                      |  |    |                 |            |            |
|  | 1           |                   |                       |                    | Atlanta Hawks *       | 4                        |                          |                          |  |   |                      |                      |                      |  |    |                 |            |            |
|  | 8           | Brooklyn Nets     | 2                     |                    |                       |                          |                          |                          |  |   |                      |                      |                      |  |    |                 |            |            |
|  | 8           | Brooklyn Nets     | 2                     |                    | 1                     | Atlanta Hawks *          | 4                        |                          |  |   |                      |                      |                      |  |    |                 |            |            |
|  |             |                   |                       |                    | 1                     | Atlanta Hawks *          | 4                        |                          |  |   |                      |                      |                      |  |    |                 |            |            |
|  |             | 5                 | Wash. Wizards         | 2                  |                       |                          |                          |                          |  |   |                      |                      |                      |  |    |                 |            |            |
|  | 4           | 5                 | Wash. Wizards         | 2                  | Toronto Raptors *     | 0                        |                          |                          |  |   |                      |                      |                      |  |    |                 |            |            |
|  | 4           |                   |                       |                    | Toronto Raptors *     | 0                        |                          |                          |  |   |                      |                      |                      |  |    |                 |            |            |
|  | 5           | Wash. Wizards     | 4                     |                    |                       |                          |                          |                          |  |   |                      |                      |                      |  |    |                 |            |            |
|  | 5           | Wash. Wizards     | 4                     |                    |                       |                          |                          |                          |  | 1 | Atlanta Hawks *      | 0                    |                      |  |    |                 |            |            |
|  |             |                   |                       | Eastern Conference |                       |                          |                          |                          |  | 1 | Atlanta Hawks *      | 0                    |                      |  |    |                 |            |            |
|  |             | 2                 | Cleveland Cavaliers * | 4                  |                       |                          |                          |                          |  |   |                      |                      |                      |  |    |                 |            |            |
|  | 3           | 2                 | Cleveland Cavaliers * | 4                  | Chicago Bulls         | 4                        |                          |                          |  |   |                      |                      |                      |  |    |                 |            |            |
|  | 3           |                   |                       |                    | Chicago Bulls         | 4                        |                          |                          |  |   |                      |                      |                      |  |    |                 |            |            |
|  | 6           | Milwaukee Bucks   | 2                     |                    |                       |                          |                          |                          |  |   |                      |                      |                      |  |    |                 |            |            |
|  | 6           | Milwaukee Bucks   | 2                     |                    | 3                     | Chicago Bulls            | 2                        |                          |  |   |                      |                      |                      |  |    |                 |            |            |
|  |             |                   |                       |                    | 3                     | Chicago Bulls            | 2                        |                          |  |   |                      |                      |                      |  |    |                 |            |            |
|  |             | 2                 | Cleveland Cavaliers * | 4                  |                       |                          |                          |                          |  |   |                      |                      |                      |  |    |                 |            |            |
|  | 2           | 2                 | Cleveland Cavaliers * | 4                  | Cleveland Cavaliers * | 4                        |                          |                          |  |   |                      |                      |                      |  |    |                 |            |            |
|  | 2           |                   |                       |                    | Cleveland Cavaliers * | 4                        |                          |                          |  |   |                      |                      |                      |  |    |                 |            |            |
|  | 7           | Boston Celtics    | 0                     |                    |                       |                          |                          |                          |  |   |                      |                      |                      |  |    |                 |            |            |

Legenda
- * Vincitore Division
- "Grassetto" Vincitore serie
- "Corsivo" Squadra con fattore campo

## Eastern Conference

### Primo turno

#### (1) Atlanta Hawks - (8) Brooklyn Nets
RISULTATO FINALE: 4-2
| Arbitri: | Danny Crawford Marc Davis Bennett Salvatore |

|                                    |          |                         |
| K. Korver 21                       | Punti    | J. Johnson, B. Lopez 17 |
| K. Korver, D. Carroll, J. Teague 3 | Assist   | J. Johnson 6            |
| A. Horford 10                      | Rimbalzi | B. Lopez 14             |

| Arbitri: | Mike Callahan Michael Smith Zach Zarba |

|               |          |                |
| P. Millsap 19 | Punti    | J. Jack 23     |
| A. Horford 7  | Assist   | D. Williams 8  |
| A. Horford 13 | Rimbalzi | D. Williams 10 |

| Arbitri: | Joey Crawford Tony Brown Ron Garretson |

|             |          |               |
| B. Lopez 22 | Punti    | D. Carroll 22 |
| J. Jack 8   | Assist   | J. Teague 6   |
| B. Lopez 13 | Rimbalzi | P. Millsap 17 |

| Arbitri: | James Capers Eric Lewis Jason Phillips |

|                |          |                          |
| D. Williams 35 | Punti    | D. Carroll, J. Teague 20 |
| D. Williams 7  | Assist   | J. Teague 11             |
| B. Lopez 10    | Rimbalzi | P. Millsap 12            |

| Arbitri: | Monty McCutchen David Jones James Williams |

|               |          |                        |
| D. Carroll 24 | Punti    | A. Anderson 23         |
| J. Teague 8   | Assist   | J. Jack, D. Williams 6 |
| A. Horford 15 | Rimbalzi | J. Johnson 9           |

| Arbitri: | Ken Mauer John Goble Ed Malloy |

|                     |          |               |
| B. Lopez 19         | Punti    | P. Millsap 25 |
| J. Johnson 6        | Assist   | J. Teague 13  |
| J. Jack, B. Lopez 7 | Rimbalzi | P. Millsap 9  |

PRECEDENTI IN REGULAR SEASON
| Regular Season 2014-15 | Atlanta Hawks | 4 – 0                                                                 | Brooklyn Nets | Referto 1 - Referto 2 - Referto 3 - Referto 4 |
| Brooklyn Nets 75 Atlanta Hawks 113 Atlanta Hawks 131 Brooklyn Nets 111 Punti 98 Atlanta Hawks 102 Brooklyn Nets 99 Brooklyn Nets 114 Atlanta Hawks |               |                                                                       |               |                                               |
| |               |                                                                       |               |                                               |
| Brooklyn Nets 75 Atlanta Hawks 113 Atlanta Hawks 131 Brooklyn Nets 111                                                                             | Punti         | 98 Atlanta Hawks 102 Brooklyn Nets 99 Brooklyn Nets 114 Atlanta Hawks |               |                                               |

PRECEDENTI NEI PLAYOFF

Si è trattata della prima sfida tra le due squadre ai playoff.

#### (2) Cleveland Cavaliers - (7) Boston Celtics
RISULTATO FINALE: 4-0
| Arbitri: | Mike Callahan Pat Fraher Zach Zarba |

|              |          |              |
| K. Irving 30 | Punti    | I. Thomas 22 |
| L. James 7   | Assist   | I. Thomas 10 |
| K. Love 12   | Rimbalzi | E. Turner 7  |

| Arbitri: | Danny Crawford Marc Davis Bennett Salvatore |

|                |          |              |
| L. James 30    | Punti    | I. Thomas 22 |
| L. James 7     | Assist   | I. Thomas 7  |
| T. Thompson 11 | Rimbalzi | E. Turner 12 |

| Arbitri: | James Capers David Guthrie Jason Phillips |

|                           |          |             |
| E. Turner 19              | Punti    | L. James 31 |
| E. Turner 8               | Assist   | K. Irving 6 |
| E. Turner, J. Sullinger 8 | Rimbalzi | L. James 11 |

| Arbitri: | Tony Brothers John Goble Leroy Richardson |

|                            |          |                         |
| I. Thomas, J. Sullinger 21 | Punti    | L. James 27             |
| I. Thomas 9                | Assist   | L. James 8              |
| J. Sullinger 11            | Rimbalzi | K. Irving, T. Mozgov 11 |

PRECEDENTI IN REGULAR SEASON
| Regular Season 2014-15 | Cleveland Cavaliers | 2 – 2                                                                              | Boston Celtics | Referto 1 - Referto 2 - Referto 3 - Referto 4 |
| Boston Celtics 121 Cleveland Cavaliers 110 Cleveland Cavaliers 90 Boston Celtics 117 Punti 122 Cleveland Cavaliers 79 Boston Celtics 99 Boston Celtics 78 Cleveland Cavaliers |                     |                                                                                    |                |                                               |
| |                     |                                                                                    |                |                                               |
| Boston Celtics 121 Cleveland Cavaliers 110 Cleveland Cavaliers 90 Boston Celtics 117                                                                                          | Punti               | 122 Cleveland Cavaliers 79 Boston Celtics 99 Boston Celtics 78 Cleveland Cavaliers |                |                                               |

PRECEDENTI NEI PLAYOFF
|  | Cleveland Cavaliers (1992) | 1 – 4 | Boston Celtics (1976, 1985, 2008, 2010) |  |

#### (3) Chicago Bulls - (6) Milwaukee Bucks
RISULTATO FINALE: 4-2
| Arbitri: | Scott Foster Kane Fitzgerald Bill Kennedy |

|              |          |                 |
| J. Butler 25 | Punti    | K. Middleton 18 |
| D. Rose 7    | Assist   | J. Bayless 5    |
| P. Gasol 13  | Rimbalzi | Z. Pachulia 10  |

| Arbitri: | James Williams Bill Spooner Monty McCutchen |

|              |          |                     |
| J. Butler 31 | Punti    | K. Middleton 22     |
| D. Rose 9    | Assist   | G. Antetokounmpo 4  |
| J. Noah 19   | Rimbalzi | G. Antetokounmpo 11 |

| Arbitri: | Ken Mauer Brian Forte Ed Malloy |

|                      |          |             |
| G. Antetokounmpo 25  | Punti    | D. Rose 34  |
| M. Carter-Williams 9 | Assist   | D. Rose 8   |
| J. Henson 14         | Rimbalzi | P. Gasol 14 |

| Arbitri: | Zach Zarba David Guthrie Jason Phillips |

|                                             |          |              |
| O. J. Mayo 18                               | Punti    | J. Butler 33 |
| J. Bayless, M. Carter-Williams, J. Dudley 5 | Assist   | D. Rose 6    |
| G. Antetokounmpo 8                          | Rimbalzi | P. Gasol 10  |

| Arbitri: | Joey Crawford Sean Corbin Sean Wright |

|                      |          |                       |
| P. Gasol 25          | Punti    | M. Carter-Williams 22 |
| J. Butler, J. Noah 6 | Assist   | M. Carter-Williams 9  |
| J. Noah 13           | Rimbalzi | J. Henson 14          |

| Arbitri: | Mike Callahan Derrick Stafford Tom Washington |

|               |          |                |
| Z. Pachulia 8 | Punti    | M. Dunleavy 20 |
| J. Bayless 5  | Assist   | D. Rose 7      |
| M. Plumlee 6  | Rimbalzi | J. Noah 10     |

PRECEDENTI IN REGULAR SEASON
| Regular Season 2014-15 | Chicago Bulls | 3 – 1                                                                   | Milwaukee Bucks | Referto 1 - Referto 2 - Referto 3 - Referto 4 |
| Milwaukee Bucks 86 Chicago Bulls 95 Chicago Bulls 87 Milwaukee Bucks 95 Punti 95 Chicago Bulls 87 Milwaukee Bucks 71 Milwaukee Bucks 91 Chicago Bulls |               |                                                                         |                 |                                               |
| |               |                                                                         |                 |                                               |
| Milwaukee Bucks 86 Chicago Bulls 95 Chicago Bulls 87 Milwaukee Bucks 95                                                                               | Punti         | 95 Chicago Bulls 87 Milwaukee Bucks 71 Milwaukee Bucks 91 Chicago Bulls |                 |                                               |

PRECEDENTI NEI PLAYOFF
|  | Chicago Bulls (1990) | 1 – 2 | Milwaukee Bucks (1974, 1985) |  |

#### (4) Toronto Raptors - (5) Washington Wizards
RISULTATO FINALE: 0-4
| Arbitri: | Monty McCutchen Derrick Stafford Josh Tiven |

|               |          |              |
| A. Johnson 18 | Punti    | P. Pierce 20 |
| D. DeRozan 6  | Assist   | J. Wall 8    |
| D. DeRozan 11 | Rimbalzi | Nenê         |

| Arbitri: | Scott Foster Bill Kennedy Courtney Kirkland |

|                            |          |                   |
| D. DeRozan, L. Williams 20 | Punti    | B. Beal 28        |
| D. DeRozan 7               | Assist   | J. Wall 17        |
| J. Valančiūnas 10          | Rimbalzi | Nenê, O. Porter 9 |

| Arbitri: | Tony Brothers Sean Corbin John Goble |

|              |          |               |
| M. Gortat 24 | Punti    | D. DeRozan 32 |
| J. Wall 15   | Assist   | K. Lowry 7    |
| M. Gortat 13 | Rimbalzi | A. Johnson 12 |

| Arbitri: | Ken Mauer Brian Forte Ed Malloy |

|              |          |                                    |
| B. Beal 23   | Punti    | K. Lowry 21                        |
| J. Wall 10   | Assist   | D. DeRozan, K. Lowry, G. Vásquez 4 |
| M. Gortat 11 | Rimbalzi | J. Valančiūnas 9                   |

PRECEDENTI IN REGULAR SEASON
| Regular Season 2014-15 | Toronto Raptors | 3 – 0                                                                    | Wash. Wizards | Referto 1 - Referto 2 - Referto 3 |
| Toronto Raptors 103 Washington Wizards 116 Toronto Raptors 95 Punti 84 Washington Wizards 120 Toronto Raptors (1 t.s.) 93 Washington Wizards |                 |                                                                          |               |                                   |
| |                 |                                                                          |               |                                   |
| Toronto Raptors 103 Washington Wizards 116 Toronto Raptors 95                                                                                | Punti           | 84 Washington Wizards 120 Toronto Raptors (1 t.s.) 93 Washington Wizards |               |                                   |

PRECEDENTI NEI PLAYOFF

Si è trattata della prima sfida tra le due squadre ai playoff.

### Semifinali

#### (1) Atlanta Hawks - (5) Washington Wizards
RISULTATO FINALE: 4-2
| Arbitri: | Scott Foster Pat Fraher Ron Garretson |

|               |          |              |
| D. Carroll 24 | Punti    | B. Beal 28   |
| P. Millsap 8  | Assist   | J. Wall 13   |
| A. Horford 17 | Rimbalzi | M. Gortat 12 |

| Arbitri: | Danny Crawford Marc Davis Josh Tiven |

|               |          |             |
| D. Carroll 22 | Punti    | B. Beal 20  |
| J. Teague 8   | Assist   | B. Beal 7   |
| P. Millsap 11 | Rimbalzi | M. Gortat 9 |

| Arbitri: | Joey Crawford Bennett Salvatore Zach Zarba |

|                             |          |                           |
| B. Beal, O. Porter, Nenê 17 | Punti    | D. Schröder, J. Teague 18 |
| B. Beal 8                   | Assist   | J. Teague 7               |
| O. Porter 9                 | Rimbalzi | A. Horford 10             |

| Arbitri: | Ken Mauer John Goble Ed Malloy |

|             |          |                          |
| B. Beal 34  | Punti    | J. Teague 26             |
| B. Beal 7   | Assist   | D. Schröder, J. Teague 8 |
| M. Gortat 8 | Rimbalzi | A. Horford 10            |

| Arbitri: | Tony Brothers Mike Callahan Tom Washington |

|               |          |              |
| A. Horford 23 | Punti    | B. Beal 23   |
| D. Schröder 7 | Assist   | J. Wall 7    |
| A. Horford 11 | Rimbalzi | O. Porter 10 |

| Arbitri: | Monty McCutchen James Capers Derrick Stafford |

|            |          |               |
| B. Beal 29 | Punti    | D. Carroll 25 |
| J. Wall 13 | Assist   | J. Teague 7   |
| Nenê 11    | Rimbalzi | P. Millsap 13 |

PRECEDENTI IN REGULAR SEASON
| Regular Season 2014-15 | Atlanta Hawks | 3 – 1                                                                          | Wash. Wizards | Referto 1 - Referto 2 - Referto 3 - Referto 4 |
| Washington Wizards 102 Atlanta Hawks 120 Atlanta Hawks 105 Washington Wizards 108 Punti 106 Atlanta Hawks 89 Washington Wizards 96 Washington Wizards 99 Atlanta Hawks |               |                                                                                |               |                                               |
| |               |                                                                                |               |                                               |
| Washington Wizards 102 Atlanta Hawks 120 Atlanta Hawks 105 Washington Wizards 108                                                                                      | Punti         | 106 Atlanta Hawks 89 Washington Wizards 96 Washington Wizards 99 Atlanta Hawks |               |                                               |

PRECEDENTI NEI PLAYOFF
|  | Atlanta Hawks (1966) | 1 – 3 | Wash. Wizards (1965, 1978, 1979) |  |

#### (2) Cleveland Cavaliers - (3) Chicago Bulls
RISULTATO FINALE: 4-2
| Arbitri: | Ken Mauer Brian Forte Ed Malloy |

|              |          |             |
| K. Irving 30 | Punti    | D. Rose 25  |
| L. James 9   | Assist   | J. Butler 6 |
| L. James 15  | Rimbalzi | P. Gasol 10 |

| Arbitri: | Monty McCutchen James Capers James Williams |

|                  |          |              |
| L. James 33      | Punti    | J. Butler 18 |
| M. Dellavedova 9 | Assist   | D. Rose 10   |
| T. Thompson 12   | Rimbalzi | D. Rose 7    |

| Arbitri: | Mike Callahan Tony Brothers Eric Lewis |

|            |          |                |
| D. Rose 30 | Punti    | L. James 27    |
| D. Rose 7  | Assist   | L. James 14    |
| J. Noah 11 | Rimbalzi | T. Thompson 13 |

| Arbitri: | Scott Foster Jason Phillips Tom Washington |

|            |          |             |
| D. Rose 31 | Punti    | L. James 25 |
| D. Rose 4  | Assist   | L. James 8  |
| J. Noah 15 | Rimbalzi | L. James 14 |

| Arbitri: | Joey Crawford Josh Tiven Zach Zarba |

|             |          |                               |
| L. James 38 | Punti    | J. Butler 29                  |
| L. James 6  | Assist   | D. Rose 7                     |
| L. James 12 | Rimbalzi | D. Rose, J. Butler, J. Noah 9 |

| Arbitri: | Danny Crawford Marc Davis Sean Wright |

|              |          |                   |
| J. Butler 20 | Punti    | M. Dellavedova 19 |
| D. Rose 6    | Assist   | L. James 11       |
| J. Noah 11   | Rimbalzi | T. Thompson 17    |

PRECEDENTI IN REGULAR SEASON
| Regular Season 2014-15 | Cleveland Cavaliers | 3 – 1                                                                                     | Chicago Bulls | Referto 1 - Referto 2 - Referto 3 - Referto 4 |
| Chicago Bulls 108 Cleveland Cavaliers 108 Chicago Bulls 113 Cleveland Cavaliers 99 Punti 114 Cleveland Cavaliers (1 t.s.) 94 Chicago Bulls 98 Cleveland Cavaliers 94 Chicago Bulls |                     |                                                                                           |               |                                               |
| |                     |                                                                                           |               |                                               |
| Chicago Bulls 108 Cleveland Cavaliers 108 Chicago Bulls 113 Cleveland Cavaliers 99                                                                                                 | Punti               | 114 Cleveland Cavaliers (1 t.s.) 94 Chicago Bulls 98 Cleveland Cavaliers 94 Chicago Bulls |               |                                               |

PRECEDENTI NEI PLAYOFF
|  | Cleveland Cavaliers (2010) | 1 – 5 | Chicago Bulls (1988, 1989, 1992, 1993, 1994) |  |

### Finale

#### (1) Atlanta Hawks - (2) Cleveland Cavaliers
RISULTATO FINALE: 0-4
| Arbitri: | Scott Foster Pat Fraher Jason Phillips |

|                                     |          |                       |
| J. Teague 27                        | Punti    | L. James 31           |
| D. Schröder, J. Teague 4            | Assist   | L. James, K. Irving 6 |
| P. Millsap, K. Korver, A. Horford 7 | Rimbalzi | T. Mozgov 11          |

| Arbitri: | Joey Crawford Mike Callahan Bill Spooner |

|                |          |                |
| D. Schröder 13 | Punti    | L. James 30    |
| J. Teague 6    | Assist   | L. James 11    |
| M. Scott 7     | Rimbalzi | T. Thompson 16 |

| Arbitri: | Ken Mauer Tony Brothers Ed Malloy |

|             |          |                        |
| L. James 37 | Punti    | J. Teague 30           |
| L. James 13 | Assist   | J. Teague 7            |
| L. James 18 | Rimbalzi | P. Millsap, M. Scott 9 |

| Arbitri: | Danny Crawford Marc Davis Derrick Stafford |

|                |          |                          |
| L. James 23    | Punti    | J. Teague 17             |
| L. James 7     | Assist   | A. Horford, P. Millsap 5 |
| T. Thompson 11 | Rimbalzi | P. Millsap 10            |

PRECEDENTI IN REGULAR SEASON
| Regular Season 2014-15 | Atlanta Hawks | 3 – 1                                                                             | Cleveland Cavaliers | Referto 1 - Referto 2 - Referto 3 - Referto 4 |
| Cleveland Cavaliers 127 Cleveland Cavaliers 98 Atlanta Hawks 109 Atlanta Hawks 106 Punti 94 Atlanta Hawks 127 Atlanta Hawks 101 Cleveland Cavaliers 97 Cleveland Cavaliers |               |                                                                                   |                     |                                               |
| |               |                                                                                   |                     |                                               |
| Cleveland Cavaliers 127 Cleveland Cavaliers 98 Atlanta Hawks 109 Atlanta Hawks 106                                                                                         | Punti         | 94 Atlanta Hawks 127 Atlanta Hawks 101 Cleveland Cavaliers 97 Cleveland Cavaliers |                     |                                               |

PRECEDENTI NEI PLAYOFF
|  | Atlanta Hawks | 0 – 1 | Cleveland Cavaliers (2009) |  |

## Western Conference

### Primo turno

#### (1) Golden State Warriors - (8) New Orleans Pelicans
RISULTATO FINALE: 4-0
| Arbitri: | Tony Brothers Sean Corbin Jason Phillips |

|             |          |                         |
| S. Curry 34 | Punti    | A. Davis 35             |
| D. Green 7  | Assist   | N. Cole, Q. Pondexter 6 |
| A. Bogut 14 | Rimbalzi | Ö. Aşık, Q. Pondexter 9 |

| Arbitri: | Joey Crawford Ron Garretson Sean Wright |

|                |          |             |
| K. Thompson 26 | Punti    | A. Davis 26 |
| S. Curry 6     | Assist   | T. Evans 7  |
| A. Bogut 14    | Rimbalzi | Ö. Aşık 13  |

| Arbitri: | Scott Foster Kane Fitzgerald Derrick Stafford |

|             |          |             |
| A. Davis 29 | Punti    | S. Curry 40 |
| T. Evans 8  | Assist   | S. Curry 9  |
| A. Davis 15 | Rimbalzi | D. Green 17 |

| Arbitri: | Danny Crawford Derrick Collins Marc Davis |

|                       |          |             |
| A. Davis 36           | Punti    | S. Curry 39 |
| T. Evans, E. Gordon 5 | Assist   | S. Curry 9  |
| A. Davis 11           | Rimbalzi | D. Green 10 |

PRECEDENTI IN REGULAR SEASON
| Regular Season 2014-15 | G.S. Warriors | 3 – 1 | N.O. Pelicans | Referto 1 - Referto 2 - Referto 3 - Referto 4 |
| Golden State Warriors 112 New Orleans Pelicans 122 Golden State Warriors 112 New Orleans Pelicans 103 Punti 85 New Orleans Pelicans 128 Golden State Warriors (1 t.s.) 96 New Orleans Pelicans 100 Golden State Warriors |               | |               |                                               |
| |               | |               |                                               |
| Golden State Warriors 112 New Orleans Pelicans 122 Golden State Warriors 112 New Orleans Pelicans 103 | Punti         | 85 New Orleans Pelicans 128 Golden State Warriors (1 t.s.) 96 New Orleans Pelicans 100 Golden State Warriors |               |                                               |

PRECEDENTI NEI PLAYOFF

Si è trattata della prima sfida tra le due squadre ai playoff.

#### (2) Houston Rockets - (7) Dallas Mavericks
RISULTATO FINALE: 4-1
| Arbitri: | Joey Crawford Tony Brown Ron Garretson |

|              |          |                |
| J. Harden 24 | Punti    | D. Nowitzki 24 |
| J. Harden 11 | Assist   | R. Rondo 5     |
| T. Ariza 11  | Rimbalzi | T. Chandler 18 |

| Arbitri: | Ken Mauer David Jones Ed Malloy |

|              |          |                       |
| D. Howard 28 | Punti    | M. Ellis 24           |
| J. Smith 9   | Assist   | M. Ellis, R. Felton 3 |
| D. Howard 12 | Rimbalzi | D. Nowitzki 13        |

| Arbitri: | Mike Callahan Michael Smith Tom Washington |

|                            |          |              |
| M. Ellis, D. Nowitzki 34   | Punti    | J. Harden 42 |
| M. Ellis, J.J. Barea 9     | Assist   | J. Harden 9  |
| D. Nowitzki, T. Chandler 8 | Rimbalzi | D. Howard 26 |

| Arbitri: | Monty McCutchen Derrick Stafford Josh Tiven |

|                  |          |                          |
| M. Ellis 31      | Punti    | J. Harden 24             |
| J. Juan Barea 10 | Assist   | J. Harden, P. Prigioni 5 |
| T. Chandler 14   | Rimbalzi | D. Howard 7              |

| Arbitri: | Tony Brothers John Goble Zach Zarba |

|              |          |                 |
| J. Harden 28 | Punti    | M. Ellis 25     |
| J. Harden 8  | Assist   | J. Juan Barea 9 |
| D. Howard 19 | Rimbalzi | D. Nowitzki 14  |

PRECEDENTI IN REGULAR SEASON
| Regular Season 2014-15 | Houston Rockets | 3 – 1                                                                           | Dallas Mavericks | Referto 1 - Referto 2 - Referto 3 - Referto 4 |
| Houston Rockets 95 Houston Rockets 99 Dallas Mavericks 111 Dallas Mavericks 101 Punti 92 Dallas Mavericks 94 Dallas Mavericks 100 Houston Rockets 108 Houston Rockets |                 |                                                                                 |                  |                                               |
| |                 |                                                                                 |                  |                                               |
| Houston Rockets 95 Houston Rockets 99 Dallas Mavericks 111 Dallas Mavericks 101                                                                                       | Punti           | 92 Dallas Mavericks 94 Dallas Mavericks 100 Houston Rockets 108 Houston Rockets |                  |                                               |

PRECEDENTI NEI PLAYOFF
|  | Houston Rockets | 0 – 2 | Dallas Mavericks (1988, 2005) |  |

#### (3) Los Angeles Clippers - (6) San Antonio Spurs
RISULTATO FINALE: 4-3
| Arbitri: | Ken Mauer David Jones Ed Malloy |

|                       |          |               |
| C. Paul 32            | Punti    | K. Leonard 18 |
| C. Paul, B. Griffin 6 | Assist   | E. Ginóbili 6 |
| D. Jordan 14          | Rimbalzi | T. Duncan 11  |

| Arbitri: | Joey Crawford Ron Garretson Sean Wright |

|               |          |              |
| B. Griffin 29 | Punti    | T. Duncan 28 |
| B. Griffin 11 | Assist   | B. Diaw 6    |
| D. Jordan 15  | Rimbalzi | T. Duncan 11 |

| Arbitri: | Monty McCutchen Bill Spooner Gary Zielinski |

|               |          |               |
| K. Leonard 32 | Punti    | B. Griffin 14 |
| E. Ginóbili 6 | Assist   | B. Griffin 5  |
| T. Duncan 7   | Rimbalzi | B. Griffin 10 |

| Arbitri: | Mike Callahan Pat Fraher Tom Washington |

|               |          |                       |
| K. Leonard 26 | Punti    | C. Paul 34            |
| K. Leonard 5  | Assist   | B. Griffin, C. Paul 7 |
| T. Duncan 14  | Rimbalzi | B. Griffin 19         |

| Arbitri: | Scott Foster Bill Kennedy Josh Tiven |

|                          |          |               |
| B. Griffin 30            | Punti    | T. Duncan 21  |
| C. Paul 10               | Assist   | E. Ginóbili 6 |
| B. Griffin, D. Jordan 14 | Rimbalzi | T. Duncan 11  |

| Arbitri: | Danny Crawford Marc Davis Zach Zarba |

|                 |          |               |
| M. Belinelli 23 | Punti    | B. Griffin 26 |
| T. Parker 7     | Assist   | C. Paul 15    |
| T. Duncan 13    | Rimbalzi | D. Jordan 14  |

| Arbitri: | Monty McCutchen James Capers Jason Phillips |

|               |          |               |
| C. Paul 27    | Punti    | T. Duncan 27  |
| B. Griffin 10 | Assist   | E. Ginóbili 7 |
| D. Jordan 14  | Rimbalzi | T. Duncan 11  |

PRECEDENTI IN REGULAR SEASON
| Regular Season 2014-15 | L.A. Clippers | 2 – 2                                                                                        | San Antonio Spurs | Referto 1 - Referto 2 - Referto 3 - Referto 4 |
| Los Angeles Clippers 85 San Antonio Spurs 125 San Antonio Spurs 85 Los Angeles Clippers 119 Punti 89 San Antonio Spurs 118 Los Angeles Clippers 105 Los Angeles Clippers 115 San Antonio Spurs |               |                                                                                              |                   |                                               |
| |               |                                                                                              |                   |                                               |
| Los Angeles Clippers 85 San Antonio Spurs 125 San Antonio Spurs 85 Los Angeles Clippers 119 | Punti         | 89 San Antonio Spurs 118 Los Angeles Clippers 105 Los Angeles Clippers 115 San Antonio Spurs |                   |                                               |

PRECEDENTI NEI PLAYOFF
|  | L.A. Clippers | 0 – 1 | San Antonio Spurs (2012) |  |

#### (4) Portland Trail Blazers - (5) Memphis Grizzlies
RISULTATO FINALE: 1-4
| Arbitri: | James Capers Eric Lewis Tom Washington |

|                          |          |                      |
| B. Udrih 20              | Punti    | L. Aldridge 32       |
| M. Gasol, B. Udrih 7     | Assist   | N. Batum, S. Blake 4 |
| M. Gasol, Z. Randolph 11 | Rimbalzi | L. Aldridge 14       |

| Arbitri: | Tony Brothers Leroy Richardson Bill Spooner |

|                      |          |                |
| M. Conley, C. Lee 18 | Punti    | L. Aldridge 24 |
| M. Conley 6          | Assist   | N. Batum 7     |
| Z. Randolph 10       | Rimbalzi | L. Aldridge 14 |

| Arbitri: | Scott Foster Mark Ayotte Bill Kennedy |

|               |          |                                    |
| N. Batum 27   | Punti    | M. Gasol 25                        |
| D. Lillard 9  | Assist   | M. Conley, M. Gasol, Z. Randolph 4 |
| L. Aldridge 7 | Rimbalzi | M. Gasol 7                         |

| Arbitri: | Danny Crawford Derrick Collins Marc Davis |

|                         |          |             |
| D. Lillard 32           | Punti    | M. Gasol 21 |
| D. Lillard 7            | Assist   | M. Gasol 6  |
| N. Batum, M. Leonard 13 | Rimbalzi | T. Allen 10 |

| Arbitri: | Brian Forte Ed Malloy Ken Mauer |

|                         |          |                  |
| M. Gasol 26             | Punti    | C.J. McCollum 33 |
| T. Allen, N. Calathes 4 | Assist   | N. Batum 7       |
| M. Gasol 14             | Rimbalzi | N. Batum 10      |

PRECEDENTI IN REGULAR SEASON
| Regular Season 2014-15 | Portland T. Blazers | 0 – 4                                                                                          | Memphis Grizzlies | Referto 1 - Referto 2 - Referto 3 - Referto 4 |
| Portland Trail Blazers 99 Memphis Grizzlies 102 Portland Trail Blazers 92 Memphis Grizzlies 97 Punti 112 Memphis Grizzlies 98 Portland Trail Blazers 98 Memphis Grizzlies 86 Portland Trail Blazers |                     |                                                                                                |                   |                                               |
| |                     |                                                                                                |                   |                                               |
| Portland Trail Blazers 99 Memphis Grizzlies 102 Portland Trail Blazers 92 Memphis Grizzlies 97 | Punti               | 112 Memphis Grizzlies 98 Portland Trail Blazers 98 Memphis Grizzlies 86 Portland Trail Blazers |                   |                                               |

PRECEDENTI NEI PLAYOFF

Si è trattata della prima sfida tra le due squadre ai playoff.

### Semifinali

#### (1) Golden State Warriors - (5) Memphis Grizzlies
RISULTATO FINALE: 4-2
| Arbitri: | Joey Crawford Tom Washington Sean Wright |

|             |          |                         |
| S. Curry 22 | Punti    | M. Gasol 21             |
| S. Curry 7  | Assist   | Z. Randolph 5           |
| A. Bogut 6  | Rimbalzi | M. Gasol, Z. Randolph 9 |

| Arbitri: | Scott Foster Bill Kennedy Jason Phillips |

|             |          |                          |
| S. Curry 19 | Punti    | M. Conley 22             |
| S. Curry 6  | Assist   | Z. Randolph 4            |
| A. Bogut 12 | Rimbalzi | V. Carter, Z. Randolph 7 |

| Arbitri: | Monty McCutchen Tony Brown James Capers |

|                |          |                         |
| Z. Randolph 22 | Punti    | S. Curry 23             |
| M. Conley 5    | Assist   | D. Green 7              |
| M. Gasol 15    | Rimbalzi | A. Bogut, K. Thompson 8 |

| Arbitri: | Mike Callahan Tony Brothers Pat Fraher |

|                |          |             |
| M. Gasol 22    | Punti    | S. Curry 33 |
| M. Conley 7    | Assist   | S. Curry 7  |
| Z. Randolph 11 | Rimbalzi | D. Green 10 |

| Arbitri: | Ed Malloy Ken Mauer Bill Spooner |

|                |          |             |
| K. Thompson 21 | Punti    | M. Gasol 18 |
| D. Green 9     | Assist   | M. Gasol 6  |
| A. Bogut 9     | Rimbalzi | M. Gasol 12 |

| Arbitri: | Joey Crawford John Goble Zach Zarba |

|             |          |             |
| M. Gasol 21 | Punti    | S. Curry 32 |
| M. Conley 9 | Assist   | S. Curry 10 |
| M. Gasol 15 | Rimbalzi | D. Green 12 |

PRECEDENTI IN REGULAR SEASON
| Regular Season 2014-15 | G.S. Warriors | 2 – 1                                                                    | Memphis Grizzlies | Referto 1 - Referto 2 - Referto 3 |
| Memphis Grizzlies 105 Memphis Grizzlies 84 Golden State Warriors 111 Punti 98 Golden State Warriors 107 Golden State Warriors 107 Memphis Grizzlies |               |                                                                          |                   |                                   |
| |               |                                                                          |                   |                                   |
| Memphis Grizzlies 105 Memphis Grizzlies 84 Golden State Warriors 111                                                                                | Punti         | 98 Golden State Warriors 107 Golden State Warriors 107 Memphis Grizzlies |                   |                                   |

PRECEDENTI NEI PLAYOFF

Si è trattata della prima sfida tra le due squadre ai playoff.

#### (2) Houston Rockets - (3) Los Angeles Clippers
RISULTATO FINALE: 4-3
| Arbitri: | Mike Callahan Bill Spooner Derrick Stafford |

|              |          |               |
| D. Howard 22 | Punti    | B. Griffin 26 |
| J. Harden 12 | Assist   | B. Griffin 13 |
| D. Howard 10 | Rimbalzi | B. Griffin 14 |

| Arbitri: | Joey Crawford David Jones Zach Zarba |

|              |          |                          |
| J. Harden 32 | Punti    | B. Griffin 34            |
| J. Harden 7  | Assist   | M. Barnes, J. Crawford 5 |
| D. Howard 16 | Rimbalzi | B. Griffin 15            |

| Arbitri: | Ken Mauer John Goble David Guthrie |

|              |          |              |
| J. Redick 31 | Punti    | J. Harden 25 |
| C. Paul 7    | Assist   | J. Harden 11 |
| D. Jordan 15 | Rimbalzi | D. Howard 14 |

| Arbitri: | Danny Crawford Marc Davis Ron Garretson |

|              |          |                       |
| D. Jordan 26 | Punti    | J. Harden 21          |
| C. Paul 12   | Assist   | J. Harden 6           |
| D. Jordan 17 | Rimbalzi | J. Harden, T. Ariza 8 |

| Arbitri: | James Capers Jr. Monty McCutchen Sean Wright |

|              |          |               |
| J. Harden 26 | Punti    | B. Griffin 30 |
| J. Harden 10 | Assist   | C. Paul 10    |
| D. Howard 15 | Rimbalzi | B. Griffin 16 |

| Arbitri: | Scott Foster Pat Fraher Jason Phillips |

|              |          |              |
| C. Paul 31   | Punti    | J. Harden 23 |
| C. Paul 11   | Assist   | J. Terry 5   |
| M. Barnes 10 | Rimbalzi | D. Howard 21 |

| Arbitri: | Ken Mauer Tony Brothers Mike Callahan |

|              |          |               |
| J. Harden 31 | Punti    | B. Griffin 27 |
| J. Harden 8  | Assist   | C. Paul 10    |
| D. Howard 15 | Rimbalzi | D. Jordan 17  |

PRECEDENTI IN REGULAR SEASON
| Regular Season 2014-15 | Houston Rockets | 2 – 2                                                                                    | L.A. Clippers | Referto 1 - Referto 2 - Referto 3 - Referto 4 |
| Houston Rockets 85 Los Angeles Clippers 110 Houston Rockets 110 Los Angeles Clippers 98 Punti 102 Los Angeles Clippers 95 Houston Rockets 105 Los Angeles Clippers 100 Houston Rockets |                 |                                                                                          |               |                                               |
| |                 |                                                                                          |               |                                               |
| Houston Rockets 85 Los Angeles Clippers 110 Houston Rockets 110 Los Angeles Clippers 98                                                                                                | Punti           | 102 Los Angeles Clippers 95 Houston Rockets 105 Los Angeles Clippers 100 Houston Rockets |               |                                               |

PRECEDENTI NEI PLAYOFF
|  | Houston Rockets (1993) | 1 – 0 | L.A. Clippers |  |

### Finale

#### (1) Golden State Warriors - (2) Houston Rockets
RISULTATO FINALE: 4-1
| Arbitri: | Danny Crawford Marc Davis Sean Wright |

|             |          |              |
| S. Curry 34 | Punti    | J. Harden 28 |
| D. Green 8  | Assist   | J. Harden 9  |
| D. Green 12 | Rimbalzi | D. Howard 13 |

| Arbitri: | Monty McCutchen James Capers John Goble |

|                      |          |              |
| S. Curry 33          | Punti    | J. Harden 38 |
| D. Green 7           | Assist   | J. Harden 9  |
| D. Green, A. Bogut 8 | Rimbalzi | D. Howard 17 |

| Arbitri: | Scott Foster Jason Phillips Zach Zarba |

|                       |          |             |
| J. Harden 17          | Punti    | S. Curry 40 |
| J. Harden, J. Smith 4 | Assist   | S. Curry 7  |
| D. Howard 14          | Rimbalzi | D. Green 13 |

| Arbitri: | Joey Crawford Mike Callahan Tom Washington |

|                       |          |                                |
| J. Harden 45          | Punti    | K. Thompson 24                 |
| J. Harden, J. Smith 5 | Assist   | S. Curry, D. Green, A. Bogut 4 |
| D. Howard 12          | Rimbalzi | D. Green 15                    |

| Arbitri: | Tony Brothers Ed Malloy Ken Mauer |

|                         |          |              |
| S. Curry 26             | Punti    | D. Howard 18 |
| S. Curry, A. Iguodala 6 | Assist   | J. Harden 5  |
| A. Bogut 14             | Rimbalzi | D. Howard 16 |

PRECEDENTI IN REGULAR SEASON
| Regular Season 2014-15 | G.S. Warriors | 4 – 0                                                                                     | Houston Rockets | Referto 1 - Referto 2 - Referto 3 - Referto 4 |
| Houston Rockets 87 Golden State Warriors 105 Houston Rockets 106 Golden State Warriors 126 Punti 98 Golden State Warriors 93 Houston Rockets 131 Golden State Warriors 113 Houston Rockets |               |                                                                                           |                 |                                               |
| |               |                                                                                           |                 |                                               |
| Houston Rockets 87 Golden State Warriors 105 Houston Rockets 106 Golden State Warriors 126                                                                                                 | Punti         | 98 Golden State Warriors 93 Houston Rockets 131 Golden State Warriors 113 Houston Rockets |                 |                                               |

PRECEDENTI NEI PLAYOFF

Si è trattata della prima sfida tra le due squadre ai playoff.

## NBA Finals 2015

### Golden State Warriors - Cleveland Cavaliers
RISULTATO FINALE
|  | G.S. Warriors | 4 – 2 | Cleveland Cavaliers |  |

PRECEDENTI IN REGULAR SEASON
| Regular Season 2014-15                                                                                  | G.S. Warriors | 1 – 1                                           | Cleveland Cavaliers | Referto 1 - Referto 2 |
| Golden State Warriors 112 Cleveland Cavaliers 110 Punti 94 Cleveland Cavaliers 99 Golden State Warriors |               |                                                 |                     |                       |
| |               |                                                 |                     |                       |
| Golden State Warriors 112 Cleveland Cavaliers 110                                                       | Punti         | 94 Cleveland Cavaliers 99 Golden State Warriors |                     |                       |

PRECEDENTI NEI PLAYOFF

Si è trattata della prima sfida tra le due squadre ai playoff.

#### Roster
| \| Pos. \| Num. \| Naz. \| Nome \| Altezza \| Peso \| Data nascita \| Provenienza \| \| ---- \| ---- \| ---- \| ------------------ \| ------- \| ------ \| ------------ \| ------------------------------------- \| \| G \| 19 \| \| Barbosa, Leandro \| 191 cm \| 88 kg \| 28-11-1982 \| Bauru (Brazil) \| \| A \| 40 \| \| Barnes, Harrison \| 211 cm \| 116 kg \| 30-05-1992 \| North Carolina \| \| C \| 12 \| \| Bogut, Andrew \| 213 cm \| 111 kg \| 28-11-1984 \| Utah \| \| G \| 30 \| \| Curry, Stephen \| 191 cm \| 84 kg \| 14-03-1988 \| Davidson \| \| C \| 31 \| \| Ezeli, Festus \| 211 cm \| 116 kg \| 21-10-1989 \| Vanderbilt \| \| A \| 23 \| \| Green, Draymond \| 201 cm \| 104 kg \| 04-03-1990 \| Michigan State \| \| G/AP \| 7 \| \| Holiday, Justin \| 198 cm \| 84 kg \| 05-04-1989 \| Washington \| \| A \| 9 \| \| Iguodala, Andre \| 198 cm \| 94 kg \| 28-01-1984 \| Arizona \| \| C \| 1 \| \| Kuzmić, Ognjen \| 216 cm \| 114 kg \| 16-05-1990 \| Unicaja (Spain) \| \| G \| 10 \| \| Lee, David \| 206 cm \| 113 kg \| 29-04-1983 \| Florida \| \| G \| 34 \| \| Livingston, Shaun \| 201 cm \| 80 kg \| 11-09-1985 \| Peoria Central High School (Illinois) \| \| A \| 20 \| \| McAdoo, James \| 206 cm \| 104 kg \| 04-01-1993 \| North Carolina \| \| G/AP \| 4 \| \| Rush, Brandon \| 198 cm \| 106 kg \| 07-07-1985 \| Kansas \| \| C \| 5 \| \| Speights, Marreese \| 208 cm \| 111 kg \| 04-08-1987 \| Florida \| \| G \| 11 \| \| Thompson, Klay \| 201 cm \| 93 kg \| 08-02-1990 \| Washington State \| | Allenatore - Steve Kerr Assistente/i - Ron Adams (Vice-allenatore) - Alvin Gentry (Vice-allenatore) - Luke Walton (Vice-allenatore) - Jarron Collins (Vice-allenatore per lo sviluppo dei giocatori) - Bruce Fraser (Vice-allenatore per lo sviluppo dei giocatori) - Keke Lyles (Vice-allenatore per lo sviluppo dei giocatori) - Johan Wang (Preparatore atletico) - Drew Yoder (Assistente preparatore) Legenda - (C) Capitano - (FA) Free agent - (S) Sospeso - (TW) Contratto Two-way - (GL) Assegnato a squadra G League affiliata - Infortunato Roster • Transazioni · Ultima transazione: 30 giugno 2015 |                                 |                    |         |        |              |                                       |
| Pos. | Num. | Naz.                            | Nome               | Altezza | Peso   | Data nascita | Provenienza                           |
| G | 19 | Brasile (bandiera)              | Barbosa, Leandro   | 191 cm  | 88 kg  | 28-11-1982   | Bauru (Brazil)                        |
| A | 40 | Stati Uniti (bandiera)          | Barnes, Harrison   | 211 cm  | 116 kg | 30-05-1992   | North Carolina                        |
| C | 12 | Australia (bandiera)            | Bogut, Andrew      | 213 cm  | 111 kg | 28-11-1984   | Utah                                  |
| G | 30 | Stati Uniti (bandiera)          | Curry, Stephen     | 191 cm  | 84 kg  | 14-03-1988   | Davidson                              |
| C | 31 | Nigeria (bandiera)              | Ezeli, Festus      | 211 cm  | 116 kg | 21-10-1989   | Vanderbilt                            |
| A | 23 | Stati Uniti (bandiera)          | Green, Draymond    | 201 cm  | 104 kg | 04-03-1990   | Michigan State                        |
| G/AP | 7 | Stati Uniti (bandiera)          | Holiday, Justin    | 198 cm  | 84 kg  | 05-04-1989   | Washington                            |
| A | 9 | Stati Uniti (bandiera)          | Iguodala, Andre    | 198 cm  | 94 kg  | 28-01-1984   | Arizona                               |
| C | 1 | Bosnia ed Erzegovina (bandiera) | Kuzmić, Ognjen     | 216 cm  | 114 kg | 16-05-1990   | Unicaja (Spain)                       |
| G | 10 | Stati Uniti (bandiera)          | Lee, David         | 206 cm  | 113 kg | 29-04-1983   | Florida                               |
| G | 34 | Stati Uniti (bandiera)          | Livingston, Shaun  | 201 cm  | 80 kg  | 11-09-1985   | Peoria Central High School (Illinois) |
| A | 20 | Stati Uniti (bandiera)          | McAdoo, James      | 206 cm  | 104 kg | 04-01-1993   | North Carolina                        |
| G/AP | 4 | Stati Uniti (bandiera)          | Rush, Brandon      | 198 cm  | 106 kg | 07-07-1985   | Kansas                                |
| C | 5 | Stati Uniti (bandiera)          | Speights, Marreese | 208 cm  | 111 kg | 04-08-1987   | Florida                               |
| G | 11 | Stati Uniti (bandiera)          | Thompson, Klay     | 201 cm  | 93 kg  | 08-02-1990   | Washington State                      |

| \| Pos. \| Num. \| Naz. \| Nome \| Altezza \| Peso \| Data nascita \| Provenienza \| \| ---- \| ---- \| ---- \| -------------------- \| ------- \| ------ \| ------------ \| ------------------------------------------------ \| \| A \| 89 \| \| Amundson, Lou \| 206 cm \| 102 kg \| 07-12-1982 \| UNLV R. Rebels \| \| G \| 5 \| \| Cherry, Will \| 183 cm \| 84 kg \| 08-02-1991 \| Montana Grizzlies \| \| G \| 8 \| \| Dellavedova, Matthew \| 193 cm \| 91 kg \| 08-09-1990 \| Saint Mary's \| \| G \| 12 \| \| Harris, Joe \| 198 cm \| 102 kg \| 06-09-1991 \| Virginia \| \| C \| 33 \| \| Haywood, Brendan \| 213 cm \| 122 kg \| 27-11-1979 \| North Carolina \| \| G \| 2 \| \| Irving, Kyrie \| 188 cm \| 82 kg \| 23-03-1992 \| Duke \| \| A \| 23 \| \| James, LeBron \| 203 cm \| 109 kg \| 30-12-1984 \| St. Vincent St. Mary High School (Ohio) \| \| A \| 1 \| \| Jones, James \| 203 cm \| 102 kg \| 04-10-1980 \| Miami (FL) \| \| C \| 53 \| \| Kirk, Alex \| 213 cm \| 111 kg \| 14-11-1991 \| New Mexico Lobos \| \| A \| 0 \| \| Love, Kevin \| 208 cm \| 118 kg \| 07-09-1988 \| UCLA \| \| A \| 31 \| \| Marion, Shawn \| 201 cm \| 100 kg \| 07-05-1978 \| UNLV \| \| A \| 18 \| \| Miller, Mike \| 203 cm \| 99 kg \| 19-02-1980 \| Florida \| \| C \| 20 \| \| Mozgov, Timofej \| 216 cm \| 113 kg \| 16-07-1986 \| Khimki (Russia) \| \| C \| 3 \| \| Perkins, Kendrick \| 208 cm \| 127 kg \| 10-11-1984 \| Ozen High School (Texas) \| \| G \| 21 \| \| Price, A.J. \| 188 cm \| 82 kg \| 07-10-1986 \| UConn Huskies \| \| G \| 4 \| \| Shumpert, Iman \| 196 cm \| 96 kg \| 26-06-1990 \| Georgia Tech \| \| G \| 5 \| \| Smith, J.R. \| 198 cm \| 100 kg \| 09-09-1985 \| Saint Benedict's Preparatory School (New Jersey) \| \| A \| 13 \| \| Thompson, Tristan \| 203 cm \| 102 kg \| 13-03-1991 \| Texas \| \| A \| 17 \| \| Varejão, Anderson \| 211 cm \| 118 kg \| 28-09-1982 \| Barca (Spain) \| \| G \| 3 \| \| Waiters, Dion \| 193 cm \| 95 kg \| 10-12-1991 \| Syracuse Orange \| | Allenatore - David Blatt Assistente/i - Tyronn Lue (Vice-allenatore) - Jim Boylan (Vice-allenatore) - Bret Brielmaier (Vice-allenatore) - Larry Drew (Vice-allenatore) - James Posey (Vice-allenatore) - Phil Handy (Preparatore fisico) - Vitalij Potapenko (Vice-allenatore per lo sviluppo dei giocatori) - Derek Millender (Preparatore fisico) - Stephen Spiro (Preparatore atletico) Legenda - (C) Capitano - (FA) Free agent - (S) Sospeso - (TW) Contratto Two-way - (GL) Assegnato a squadra G League affiliata - Infortunato Roster • Transazioni · Ultima transazione: 29 giugno 2015 |                        |                      |         |        |              |                                                  |
| Pos. | Num. | Naz.                   | Nome                 | Altezza | Peso   | Data nascita | Provenienza                                      |
| A | 89 | Stati Uniti (bandiera) | Amundson, Lou        | 206 cm  | 102 kg | 07-12-1982   | UNLV R. Rebels                                   |
| G | 5 | Stati Uniti (bandiera) | Cherry, Will         | 183 cm  | 84 kg  | 08-02-1991   | Montana Grizzlies                                |
| G | 8 | Australia (bandiera)   | Dellavedova, Matthew | 193 cm  | 91 kg  | 08-09-1990   | Saint Mary's                                     |
| G | 12 | Stati Uniti (bandiera) | Harris, Joe          | 198 cm  | 102 kg | 06-09-1991   | Virginia                                         |
| C | 33 | Stati Uniti (bandiera) | Haywood, Brendan     | 213 cm  | 122 kg | 27-11-1979   | North Carolina                                   |
| G | 2 | Stati Uniti (bandiera) | Irving, Kyrie        | 188 cm  | 82 kg  | 23-03-1992   | Duke                                             |
| A | 23 | Stati Uniti (bandiera) | James, LeBron        | 203 cm  | 109 kg | 30-12-1984   | St. Vincent St. Mary High School (Ohio)          |
| A | 1 | Stati Uniti (bandiera) | Jones, James         | 203 cm  | 102 kg | 04-10-1980   | Miami (FL)                                       |
| C | 53 | Stati Uniti (bandiera) | Kirk, Alex           | 213 cm  | 111 kg | 14-11-1991   | New Mexico Lobos                                 |
| A | 0 | Stati Uniti (bandiera) | Love, Kevin          | 208 cm  | 118 kg | 07-09-1988   | UCLA                                             |
| A | 31 | Stati Uniti (bandiera) | Marion, Shawn        | 201 cm  | 100 kg | 07-05-1978   | UNLV                                             |
| A | 18 | Stati Uniti (bandiera) | Miller, Mike         | 203 cm  | 99 kg  | 19-02-1980   | Florida                                          |
| C | 20 | Russia (bandiera)      | Mozgov, Timofej      | 216 cm  | 113 kg | 16-07-1986   | Khimki (Russia)                                  |
| C | 3 | Stati Uniti (bandiera) | Perkins, Kendrick    | 208 cm  | 127 kg | 10-11-1984   | Ozen High School (Texas)                         |
| G | 21 | Stati Uniti (bandiera) | Price, A.J.          | 188 cm  | 82 kg  | 07-10-1986   | UConn Huskies                                    |
| G | 4 | Stati Uniti (bandiera) | Shumpert, Iman       | 196 cm  | 96 kg  | 26-06-1990   | Georgia Tech                                     |
| G | 5 | Stati Uniti (bandiera) | Smith, J.R.          | 198 cm  | 100 kg | 09-09-1985   | Saint Benedict's Preparatory School (New Jersey) |
| A | 13 | Canada (bandiera)      | Thompson, Tristan    | 203 cm  | 102 kg | 13-03-1991   | Texas                                            |
| A | 17 | Brasile (bandiera)     | Varejão, Anderson    | 211 cm  | 118 kg | 28-09-1982   | Barca (Spain)                                    |
| G | 3 | Stati Uniti (bandiera) | Waiters, Dion        | 193 cm  | 95 kg  | 10-12-1991   | Syracuse Orange                                  |

#### Risultati
| Arbitri: | Monty McCutchen James Capers Jason Phillips |

|                                                                                        |            |                                                                       |
| S. Curry 26                                                                            | Punti      | L. James 44                                                           |
| S. Curry 8                                                                             | Assist     | L. James, K. Irving 6                                                 |
| A. Bogut 7                                                                             | Rimbalzi   | T. Thompson 15                                                        |
| Barnes, Bogut, Curry, Green, Thompson (Barbosa, Ezeli, Iguodala, Livingston, Speights) | Formazioni | Irving, James, Mozgov, Shumpert, Thompson (Dellavedova, Jones, Smith) |

| Arbitri: | Scott Foster Tony Brothers Zach Zarba |

|                                                                                        |            |                                                                       |
| K. Thompson 34                                                                         | Punti      | L. James 39                                                           |
| S. Curry, A. Iguodala 5                                                                | Assist     | L. James 11                                                           |
| D. Green, A. Bogut 10                                                                  | Rimbalzi   | L. James 16                                                           |
| Barnes, Bogut, Curry, Green, Thompson (Barbosa, Ezeli, Iguodala, Livingston, Speights) | Formazioni | Dellavedova, James, Mozgov, Shumpert, Thompson (Jones, Miller, Smith) |

| Arbitri: | Danny Crawford Marc Davis Derrick Stafford |

|                                                                       |            |                                                                                   |
| L. James 40                                                           | Punti      | S. Curry 27                                                                       |
| L. James 8                                                            | Assist     | S. Curry 6                                                                        |
| T. Thompson 13                                                        | Rimbalzi   | F. Ezeli, D. Green 7                                                              |
| Dellavedova, James, Mozgov, Shumpert, Thompson (Jones, Miller, Smith) | Formazioni | Barnes, Bogut, Curry, Green, Thompson (Barbosa, Ezeli, Iguodala, Lee, Livingston) |

| Arbitri: | Joey Crawford Mike Callahan Ken Mauer |

|                                                                                        |            | |
| T. Mozgov 28                                                                           | Punti      | S. Curry, A. Iguodala 22                                                                              |
| L. James 8                                                                             | Assist     | S. Curry, D. Green 6                                                                                  |
| T. Thompson 13                                                                         | Rimbalzi   | A. Iguodala, H. Barnes, S. Livingston 8                                                               |
| Dellavedova, James, Mozgov, Shumpert, Thompson (Harris, Jones, Miller, Perkins, Smith) | Formazioni | Barnes, Curry, Green, Iguodala, Thompson (Barbosa, Bogut, Holiday, Lee, Livingston, McAdoo, Speights) |

| Arbitri: | Monty McCutchen James Capers Jason Phillips |

|                                                                            |            |                                                                      |
| S. Curry 37                                                                | Punti      | L. James 40                                                          |
| A. Iguodala 7                                                              | Assist     | L. James 11                                                          |
| H. Barnes 10                                                               | Rimbalzi   | L. James 14                                                          |
| Barnes, Curry, Green, Iguodala, Thompson (Barbosa, Ezeli, Lee, Livingston) | Formazioni | Dellavedova, James, Mozgov, Shumpert, Thompson (Jones, Miller Smith) |

| Arbitri: | Scott Foster Marc Davis Zach Zarba |

|                                                                              |            |                                                                            |
| L. James 32                                                                  | Punti      | S. Curry, A. Iguodala 25                                                   |
| L. James 9                                                                   | Assist     | D. Green 10                                                                |
| L. James 18                                                                  | Rimbalzi   | D. Green 11                                                                |
| Dellavedova, James, Mozgov, Shumpert, Thompson (Harris, Jones, Miller Smith) | Formazioni | Barnes, Curry, Green, Iguodala, Thompson (Barbosa, Ezeli, Lee, Livingston) |

| Campione NBA 2015               |
| ------------------------------- |
| Golden State Warriors 4º titolo |

#### MVP delle Finali
- #9 Andre Iguodala, Golden State Warriors.

## Squadra vincitrice

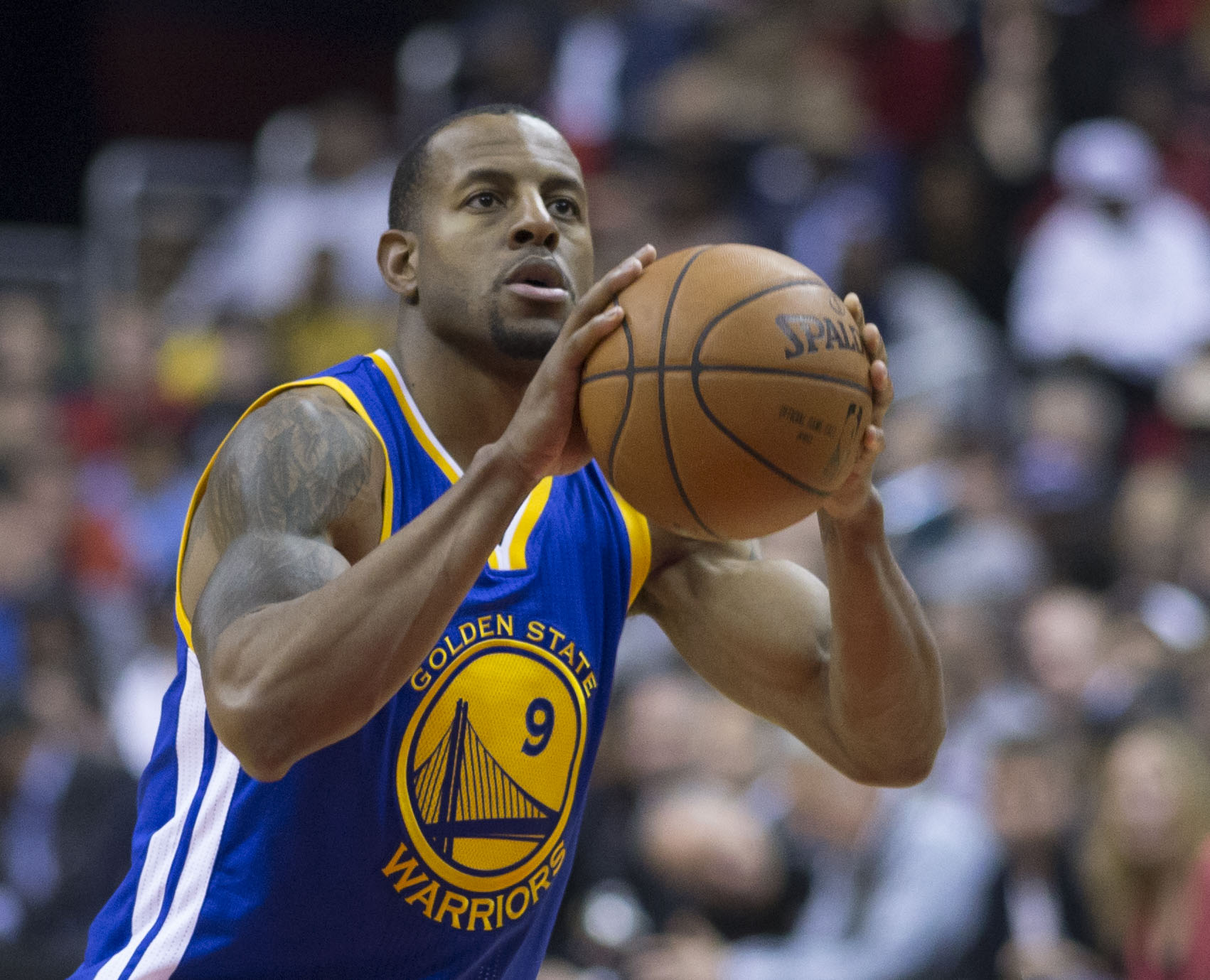
1. 9 Andre Iguodala, Golden State Warriors.

| N° | Naz.                            | Ruolo | Sportivo             | Anno | Alt. | Peso |
| -- | ------------------------------- | ----- | -------------------- | ---- | ---- | ---- |
| 1  | Bosnia ed Erzegovina (bandiera) | C     | Ognjen Kuzmić        | 1990 | 216  | 114  |
| 4  | Stati Uniti (bandiera)          | GA    | Brandon Rush         | 1985 | 198  | 106  |
| 5  | Stati Uniti (bandiera)          | C     | Marreese Speights    | 1987 | 208  | 111  |
| 7  | Stati Uniti (bandiera)          | GA    | Justin Holiday       | 1989 | 198  | 84   |
| 9  | Stati Uniti (bandiera)          | A     | Andre Iguodala       | 1984 | 198  | 94   |
| 10 | Stati Uniti (bandiera)          | G     | David Lee            | 1983 | 206  | 113  |
| 11 | Stati Uniti (bandiera)          | G     | Klay Thompson        | 1990 | 201  | 93   |
| 12 | Australia (bandiera)            | C     | Andrew Bogut         | 1984 | 213  | 111  |
| 19 | Brasile (bandiera)              | G     | Leandro Barbosa      | 1982 | 191  | 88   |
| 20 | Stati Uniti (bandiera)          | A     | James Michael McAdoo | 1993 | 206  | 104  |
| 23 | Stati Uniti (bandiera)          | A     | Draymond Green       | 1990 | 201  | 104  |
| 30 | Stati Uniti (bandiera)          | G     | Stephen Curry        | 1988 | 191  | 84   |
| 31 | Nigeria (bandiera)              | C     | Festus Ezeli         | 1989 | 211  | 116  |
| 34 | Stati Uniti (bandiera)          | G     | Shaun Livingston     | 1985 | 201  | 80   |
| 40 | Stati Uniti (bandiera)          | A     | Harrison Barnes      | 1992 | 211  | 116  |

## Statistiche
Aggiornate al 2 giugno 2021.
| Categoria | Singola prestazione                                                                        | Singola prestazione                                                                                 | Singola prestazione | Media         | Media           | Media | Media |
| Categoria | Giocatore                                                                                  | Squadra                                                                                             | Max                 | Giocatore     | Squadra         | Media | PG    |
| --------- | ------------------------------------------------------------------------------------------ | --------------------------------------------------------------------------------------------------- | ------------------- | ------------- | --------------- | ----- | ----- |
| Punti     | James Harden                                                                               | Houston Rockets                                                                                     | 45                  | Anthony Davis | N.O. Pelicans   | 31,5  | 4     |
| Rimbalzi  | Dwight Howard                                                                              | Houston Rockets                                                                                     | 26                  | Dwight Howard | Houston Rockets | 14,0  | 17    |
| Assist    | John Wall                                                                                  | Wash. Wizards                                                                                       | 17                  | John Wall     | Wash. Wizards   | 11,9  | 7     |
| Recuperi  | Kyle Korver Stephen Curry Jamal Crawford Zaza Pachulia                                     | Atlanta Hawks G.S. Warriors L.A. Clippers Milwaukee Bucks                                           | 6                   | Jimmy Butler  | Chicago Bulls   | 2,4   | 12    |
| Stoppate  | Timofey Mozgov Dwight Howard Al Horford Danny Green Marc Gasol Andrew Bogut Draymond Green | Cleveland Cavaliers Houston Rockets Atlanta Hawks San Antonio Spurs Memphis Grizzlies G.S. Warriors | 5                   | Anthony Davis | N.O. Pelicans   | 3,0   | 4     |